# Lista över TV-master i Sverige

Detta är en lista över TV-master i Sverige.
| Namn                              | Höjd (meter) | Byggår      | Antennbärare | Kommun               | Koordinater | Anmärkningar |
| --------------------------------- | ------------ | ----------- | ------------ | -------------------- | --- | --- |
| Gungvalamasten                    | 336          | 1960        | Mast         | Karlshamns kommun    | 56°13′37″N 14°46′31″Ö / 56.22694°N 14.77528°Ö | Källa finns på artikeln |
| Storbergsmasten                   | 335          |             | Mast         | Hudiksvalls kommun   | 61°42′25″N 16°51′22″Ö / 61.70694°N 16.85611°Ö | |
| Jupukkamasten                     | 335          |             | Mast         | Pajala kommun        | 67°16′46″N 23°13′53″Ö / 67.27944°N 23.23139°Ö | |
| Fårhultsmasten                    | 335          |             | Mast         | Västerviks kommun    | 57°43′15″N 16°25′34″Ö / 57.72083°N 16.42611°Ö | |
| Arbråmasten                       | 334          |             | Mast         | Ovanåkers kommun     | 61°29′0.5″N 16°12′46″Ö / 61.483472°N 16.21278°Ö | |
| Brudaremossenmasten               | 333          | 1980        | Mast         | Göteborgs kommun     | 57°41′39.5″N 12°3′32″Ö / 57.694306°N 12.05889°Ö | |
| Herrestadmasten                   | 332          | 1960        | Mast         | Uddevalla kommun     | 58°22′26.5″N 11°49′17″Ö / 58.374028°N 11.82139°Ö | |
| Ervastebymasten                   | 332          | 1978        | Mast         | Motala kommun        | 58°35′18″N 15°5′45″Ö / 58.58833°N 15.09583°Ö | |
| Kisamasten                        | 332          |             | Mast         | Kinda kommun         | 57°57′27″N 15°35′22″Ö / 57.95750°N 15.58944°Ö | |
| Valömasten                        | 331          |             | Mast         | Östhammars kommun    | 60°15′47″N 18°4′21″Ö / 60.26306°N 18.07250°Ö | |
| Snöbergsmasten                    | 331          |             | Mast         | Ånge kommun          | 62°30′11″N 15°22′40″Ö / 62.50306°N 15.37778°Ö | |
| Brattåsmasten                     | 330          | 1977        | Mast         | Östersunds kommun    | 63°6′42.5″N 14°36′00″Ö / 63.111806°N 14.60000°Ö | |
| Klockarhöjdenmasten               | 330          |             | Mast         | Filipstads kommun    | 59°40′57″N 14°7′26″Ö / 59.68250°N 14.12389°Ö | |
| Överkalixmasten                   | 330          |             | Mast         | Överkalix kommun     | 66°18′5″N 22°51′13″Ö / 66.30139°N 22.85361°Ö | |
| Bäckeforsmasten                   | 327          | 1960        | Mast         | Bengtsfors kommun    | 58°49′20″N 12°12′01″Ö / 58.82222°N 12.20028°Ö | |
| Spånsanmasten                     | 327          |             | Mast         | Borlänge kommun      | 60°22′56″N 15°8′18″Ö / 60.38222°N 15.13833°Ö | |
| Prästfäbobergetmasten             | 327          |             | Mast         | Skellefteå kommun    | 64°46′27″N 20°57′8″Ö / 64.77417°N 20.95222°Ö | |
| Billingenmasten                   | 326          | 1956        | Mast         | Skövde kommun        | 58°24′35″N 13°48′48.5″Ö / 58.40972°N 13.813472°Ö | |
| Gävlemasten                       | 326          | 1961        | Mast         | Gävle kommun         | 60°37′51″N 17°7′45″Ö / 60.63083°N 17.12917°Ö | |
| Knaftenmasten                     | 326          |             | Mast         | Lycksele kommun      | 64°28′49″N 18°35′5″Ö / 64.48028°N 18.58472°Ö | Toppen av masten förstördes i en brand vintern 2006, men en ny mast byggdes upp under sommaren och hösten samma år                                                                             |
| Storumanmasten                    | 326          | 1962        | Mast         | Storumans kommun     | 65°3′54″N 16°56′26″Ö / 65.06500°N 16.94056°Ö | |
| Älvsbymasten                      | 325          | 1961        | Mast         | Älvsbyns kommun      | 65°41′17″N 21°15′57″Ö / 65.68806°N 21.26583°Ö | |
| Bälshultmasten                    | 325          |             | Mast         | Emmaboda kommun      | 56°46′23″N 15°34′50″Ö / 56.77306°N 15.58056°Ö | |
| Lillhäradsmasten                  | 325          |             | Mast         | Västerås kommun      | 59°38′37″N 16°24′2″Ö / 59.64361°N 16.40056°Ö | |
| Oskarströmsmasten                 | 325          |             | Mast         | Halmstads kommun     | 56°47′24″N 12°56′17″Ö / 56.79000°N 12.93806°Ö | |
| Eldrismasten (Hemulbergetsmasten) | 324          |             | Mast         | Mora kommun          | 61°1′1.5″N 14°17′44″Ö / 61.017083°N 14.29556°Ö | |
| Långträskmasten                   | 324          |             | Mast         | Haparanda kommun     | 65°56′16″N 23°30′58″Ö / 65.93778°N 23.51611°Ö | |
| Nässjömasten                      | 324          |             | Mast         | Nässjö kommun        | 57°38′37″N 14°40′8.5″Ö / 57.64361°N 14.669028°Ö | |
| Orrbergenmasten                   | 324          |             | Mast         | Norrköpings kommun   | 58°40′35″N 16°28′4″Ö / 58.67639°N 16.46778°Ö | |
| Brickanmasten                     | 323          |             | Mast         | Härjedalens kommun   | 61°55′25″N 14°18′44″Ö / 61.92361°N 14.31222°Ö | |
| Hörbymasten                       | 323          | 1959        | Mast         | Hörby kommun         | 55°48′22″N 13°43′16″Ö / 55.80611°N 13.72111°Ö | |
| Julträskmasten                    | 323          |             | Mast         | Arvidsjaurs kommun   | 65°32′00″N 18°59′21.5″Ö / 65.53333°N 18.989306°Ö | |
| Lockhyttanmasten                  | 323          |             | Mast         | Örebro kommun        | 59°25′46″N 15°2′56″Ö / 59.42944°N 15.04889°Ö | |
| Vännäsmasten                      | 323          | 1961        | Mast/Torn    | Vännäs kommun        | 63°50′25″N 19°49′21.5″Ö / 63.84028°N 19.822639°Ö | Var mycket nära att rasa vintern 1987/88 på grund av extrem nedisning men räddades i sista stund med hjälp av helikoptrar som sprutade glykol och rödsprit                                     |
| Häglaredsmasten                   | 303 (332)    | 1959        | Mast         | Borås kommun         | 57°43′26″N 13°3′21.5″Ö / 57.72389°N 13.055972°Ö | ca 200 meter av masten (332m) rasade kvällen den 15 maj 2016. Den nya masten är något lägre med sina 303 meter.                                                                                |
| Nackasändaren                     | 299          | 1965 + 1984 | Mast         | Nacka kommun         | 59°17′51″N 18°10′23″Ö / 59.29750°N 18.17306°Ö 59°17′46″N 18°10′35″Ö / 59.29611°N 18.17639°Ö | Två master, i nuläget (2016) de enda som sänder DVB-T med 150 kW ERP |
| Tåsjömasten                       | 293          | 1963        | Mast         | Strömsunds kommun    | 64°13′57″N 15°56′8.5″Ö / 64.23250°N 15.935694°Ö | Var ursprungligen 325m innan den nya masten byggdes. |
| Multråmasten                      | 288          | 1960/1988   | Mast         | Sollefteå kommun     | 63°15′11″N 17°27′4″Ö / 63.25306°N 17.45111°Ö | Var ursprungligen 330 meter innan den rasade vintern 1988 efter att ha varit utsatt för hård nedisning under 2 månader. Uppbyggdes och renoverades på nytt under sommaren och hösten samma år. |
| Blåbärskullenmasten               | 262          | 1960        | Mast         | Sunne kommun         | 59°50′11″N 12°52′00″Ö / 59.83639°N 12.86667°Ö | Var innan toppen föll ner den 27 december 1979 323 meter hög |
| Grimetonmasten                    | 260          | 1966        | Mast         | Varbergs kommun      | 57°6′32″N 12°23′26″Ö / 57.10889°N 12.39056°Ö | |
| Finnvedenmasten                   | 260          |             | Mast         | Värnamo kommun       | 57°14′9″N 13°43′3″Ö / 57.23583°N 13.71750°Ö | |
| Follingbomasten                   | 260          |             | Mast         | Gotlands kommun      | 57°35′34″N 18°22′23″Ö / 57.59278°N 18.37306°Ö | |
| Åsmasten (nya)                    | 259          | 1991        | Mast         | Örnsköldsviks kommun | 63°18′9″N 18°39′39″Ö / 63.30250°N 18.66083°Ö | Sänder med reducerad effekt i ostlig riktning för att inte orsaka störningar i Finland |
| Orlunda, central mast i mastpark  | 250          | 1960        | Mast         | Vadstena kommun      | 58°25′37.8″N 14°58′36.1″Ö / 58.427167°N 14.976694°Ö | Förstörd juli 1970 genom blixtnedslag som slog av ett stag och krossade isolatorn |
| Flogstatornet                     | 301          |             | Mast         | Uppsala kommun       | 59°51′8″N 17°36′5″Ö / 59.85222°N 17.60139°Ö | Idag 80 m hög mobilmast, fram till 1985 radio/TV-mast |
| Vedyxamasten                      | 225          | 1986        | Mast         | Uppsala kommun       | 59°51′23″N 17°46′36″Ö / 59.85639°N 17.77667°Ö | |
| Hollstorpmasten                   | 224          |             | Mast         | Växjö kommun         | 56°51′59″N 14°52′57″Ö / 56.86639°N 14.88250°Ö | |
| Vislandamasten                    | 217,9        |             | Mast         | Alvesta kommun       | 56°48′32″N 14°23′17″Ö / 56.80889°N 14.38806°Ö | |
| Kiirunavaaramasten                | 216,1        |             | Mast         | Kiruna kommun        | 67°50′00″N 20°11′9″Ö / 67.83333°N 20.18583°Ö | |
| Stadsbergetmasten                 | 216,1        |             | Mast         | Sundsvalls kommun    | 62°22′3″N 17°19′4″Ö / 62.36750°N 17.31778°Ö | |
| Sundsvalls rundradiostation       | 215          | 1951        | Mast         | Sundsvalls kommun    | 62°26′28.73″N 17°20′53.08″Ö / 62.4413139°N 17.3480778°Ö 62°26′25.14″N 17°21′0.14″Ö / 62.4403167°N 17.3500389°Ö | Två master, isolerade mot jord, rivna i december 1996 |
| Gudingemasten                     | 212          |             | Mast         | Tierps kommun        | 60°31′27″N 18°0′44″Ö / 60.52417°N 18.01222°Ö | |
| Tvingmasten                       | 212          |             | Mast         | Karlskrona kommun    | 56°16′30″N 15°29′16″Ö / 56.27500°N 15.48778°Ö | |
| Rudamasten                        | 212          |             | Mast         | Mönsterås kommun     | 57°7′13″N 16°9′11″Ö / 57.12028°N 16.15306°Ö | Fotisolator. Användes för långvågssändningar till flottans fartyg, Revs 2020 |
| Karlsborgs radiostation           | 210          | 1916        | Mast         | Karlsborgs kommun    | 58°29′13.3″N 14°28′09.2″Ö / 58.487028°N 14.469222°Ö 58°29′11.8″N 14°28′36.9″Ö / 58.486611°N 14.476917°Ö | Två master, revs 2001 |
| Holmuddenmasten                   | 203          |             | Mast         | Gotlands kommun      | 57°57′30″N 19°20′39″Ö / 57.95833°N 19.34417°Ö | |
| Orlunda, Mastpark                 | 200          | 1960        | Mast         | Vadstena kommun      | 58°25′41.5″N 14°57′58.0″Ö / 58.428194°N 14.966111°Ö 58°25′19.9″N 14°58′17.5″Ö / 58.422194°N 14.971528°Ö 58°25′22.9″N 14°59′17.5″Ö / 58.423028°N 14.988194°Ö 58°25′46.5″N 14°59′11.4″Ö / 58.429583°N 14.986500°Ö 58°25′58.0″N 14°58′31.3″Ö / 58.432778°N 14.975361°Ö | Rivna 1987, 1994, 1995 |
| Strömsundsmasten                  | 199          |             | Mast         | Strömsunds kommun    | 63°51′52″N 15°36′34″Ö / 63.86444°N 15.60944°Ö | |
| Faluddenmasten                    | 199          |             | Mast         | Gotlands kommun      | 56°59′44″N 18°23′17″Ö / 56.99556°N 18.38806°Ö | |
| Nacka Rundradiostation            | 193          | 1956        | Mast         | Nacka kommun         | 59°17′43″N 18°10′37″Ö / 59.29528°N 18.17694°Ö 59°17′41″N 18°10′42″Ö / 59.29472°N 18.17833°Ö | Två master, isolerade mot jord, rivna 7 och 9 december 1983 |
| Sörmomasten                       | 184          |             | Mast/Torn    | Karlstad kommun      | 59°23′31″N 13°22′59″Ö / 59.39194°N 13.38306°Ö | |
| Östersunds Radiostation           | 177          | 1957        | Mast         | Östersunds kommun    | 63°06′56″N 14°35′52″Ö / 63.11556°N 14.59778°Ö 63°06′59″N 14°35′50″Ö / 63.11639°N 14.59722°Ö | Två master isolerade mot jord, rivna 26 oktober 1982 som övningsobjekt av en pluton jägarsoldater.                                                                                             |
| Fårhultsmasten B                  | 175,9        |             | Mast         | Västerviks kommun    | 57°43′15″N 16°25′37″Ö / 57.720836°N 16.426835°Ö | |
| Brudaremossen Torn                | 171,9        |             | Mast/Torn    | Göteborgs kommun     | 57°41′38″N 12°03′31″Ö / 57.694021°N 12.058689°Ö | |
| Åsmasten (gamla)                  | 170,07       | 1960        | Mast         | Örnsköldsviks kommun | 63°18′09″N 18°39′39″Ö / 63.302550°N 18.660799°Ö | Var ursprungligen 216 meter, men höjden reducerades när nya masten byggts 1991, sändare för Sveriges radio är kvar                                                                             |
| Norsholmmasten                    | 161,8        |             | Mast         | Söderköpings kommun  | 58°31′04″N 16°06′19″Ö / 58.517708°N 16.105206°Ö | |
| Degerforsmasten                   | 160          |             | Mast         | Degerfors kommun     | 59°12′26″N 14°23′00″Ö / 59.207274°N 14.383265°Ö | |
| Dundretmasten                     | 158          |             | Mast         | Gällivare kommun     | 67°05′57″N 20°36′41″Ö / 67.099067°N 20.611451°Ö | |
| Väddömasten                       | 154          |             | Mast         | Norrtälje kommun     | 59°58′06″N 18°50′24″Ö / 59.968230°N 18.839933°Ö | |
| Spånga Rundradiostation           | 150          | 1930        | Mast         | Stockholms kommun    | 59°23′29″N 17°54′53″Ö / 59.39139°N 17.91472°Ö | Självbärande torn av fackverkstyp. Norra tornet. Nedmonterat 1954. Återuppsatt som radiolänktorn i Follingbo                                                                                   |
| Spånga Rundradiostation           | 146          | 1930        | Mast         | Stockholms kommun    | 59°23′27″N 17°54′39″Ö / 59.39083°N 17.91083°Ö | Självbärande torn av fackverkstyp. Södra tornet. Nedmonterat 1954. Återuppsatt som radiolänktorn i Västervik                                                                                   |
| Bondbergsmasten                   | 136          | 1995        | Mast         | Jönköpings kommun    | 57°46′10″N 14°14′52.6″Ö / 57.76944°N 14.247944°Ö | Ny mast 1995 |
| Strömslundsmasten                 | 135          | 1966        | Mast         | Trollhättans kommun  | 58°17′24″N 12°16′38″Ö / 58.29000°N 12.27722°Ö | |
| Sölvesborg mellanvågsstation      | 135          | 1984        | Mast         | Sölvesborgs kommun   | 55°59′43″N 14°40′02″Ö / 55.99528°N 14.66722°Ö 55°59′48″N 14°40′02″Ö / 55.99667°N 14.66722°Ö | Två självbärande fackverkstorn |
| Järnbrott                         | 130          | 1952        | Mast         | Göteborgs kommun     | 57°38′50″N 11°55′35″Ö / 57.64722°N 11.92639°Ö 57°38′52″N 11°55′40″Ö / 57.64778°N 11.92778°Ö | Två master, isolerade mot jord, rivna 1989 resp. 1992. |